# 基督書院
基督書院（英語：Christ College），位於新界沙田沙角街6C號博康邨。1953年，此校由九龍城基督徒會於九龍城龍崗道40號創立，直至1990年基督書院遷入現址。而在1989-1990年期間，中一至中三級曾暫借美林邨樂道中學4樓課室上課。基督書院自1950年代創校以來，曾經開辦幼稚園及小學部。遷校後只剩餘中學部。

## 校政管理

### 歷任校監
此職位一般由九龍城基督徒會各堂應屆執事揀任。
- 1953年至？：羅明祐 先生[2]
- 許宗衡 先生
- 林振聲 先生[3]
- 1969年至1972年：余慧根 先生[4]
- 1972年至1983年：黃乙斌 先生
- 1983年至1986年：梁黃婉靜 女士
- 1986年至1987年：葉周九媛 女士（兼任伯特利第三小學校長）
- 1987年至1994年：陳錦新 先生
- 2002年至2015年：余榮輝 先生[5]
- 1994年至2002年、2015年至2020年：鍾志煒 先生[6]
- 2020年至2022年：黎永權 先生
- 2022年起：蕭振強 先生

### 歷任校長[7]
- 1953年至1954年：羅有節 女士（創校校長）[2]
- 1954年至1957年：李仲振 先生（第二任）
- 1957年至1968年：龍殿唐 先生[8]（第三任）
- 1969年至1972年：霍子孟 先生（第四任）[4]
- 1972年至1973年：廖寅顯 先生（第五任，原浸信宣道會明基小學上午校校長，後轉任港九潮州公會中學校長）
- 1973年至1974年：朱娟 女士（第六任）
- 1974年至1975年：黃振權 先生（第七任）
- 1975年至1979年：陳琨 先生（第八任）
- 1979年內：劉健全 先生（第九任）
- 1979年至1985年：谷陳婉嫦 女士（第十任，後轉往九龍真光中學出任校長）
- 1985年至1992年：龐憶華 先生（第十一任，後轉往香港教育學院出任教授，現基督教宣道會宣基小學校監）
  - 1989年至1991年：何劉晧瑩 女士（舊校址署理校長）
- 1994年至2007年：黃鴻麟 先生[9]（第十二任）
- 2007年至2012年：劉陳麗蓮 女士[10]（第十三任，延遲一年退休）
- 2012年至2023年：馮志德 先生[1]（第十四任）
- 2023年起：黃幹文 先生（現任校長，由浸信會永隆中學轉職[11]）

### 歷任副校長
- 唐永國 先生[12]
- 林柏基 先生[13]
- 庾國雄 先生[13]
- 陳慧霞 女士
- 黃勝利 先生

## 學校歷史
九龍城基督徒會秉承基督愛人育人的精神，於1949年獲政府許可興建學校，並於1953年創辦基督書院，以令第二次世界大戰後的失學兒童可以上學。翌年由署理教育司毛勤伉儷主持啟用儀式。
因學生數目日漸增多，學校於1966年至1967年把當時的龍崗道校舍由兩層擴建至三層。而在1960年代，本來以獨立法人身份註冊的基督書院，其辦學主體身份亦收歸九龍城基督徒會。
然而，由於擴建後校舍空間仍然不足，此校於1985年加入校舍分配工作。1988年，校方因「留師不留生」的苛刻條件，而拒絕洪水橋平禧校舍（即天主教崇德英文書院現址）分配，及後亦因地區發展前景不明而拒絕馬鞍山恆安邨校舍分配（即今日的青年會書院校舍）。直至1989年為配合新市鎮發展，而獲教育署批准遷校至沙田博康邨。原址則改建為基石進修中心。
新校舍在1990年正式落成前，學校借用沙田美林邨樂道中學的四樓教室作為中一年級的臨時校舍；而在新校建成後，由於未完全轉型為完全中學，故四樓課室曾為馬鞍山崇真中學（前筲箕灣崇真中學）臨時校址，直到該校的平禧校舍在1991年落成為止。後來，校方於1993年及1994年先加建教員室、會議室以及學生會室。再於1996年至1998年加建校門大閘及保安亭，並擴建校舍的第五層和增設升降機。
此校曾全面採用英語授課；然而，由於政府在1997年以後實施「母語教學」政策，而此校未達開設英文班標準，需改以中文授課。直至2010年微調政策生效後，此校才得以再次開辦英文班，但僅限初中各級一班。
校園師生曾於2008年在校舍天台建立「空中花園」來綠化校園，但該花園自城大天台倒塌事件後，即因安全緣故而被還原。隨著資訊科技教育推行，基督書院在2013至2014學年興建電腦輔助學習中心，由香港中文大學前校長沈祖堯主持揭幕儀式。同時，該校的辦學團體九龍城基督徒會撥款把學校五樓的多用途室改建為基督書院鑽禧小教堂。
2019年1月，學校一名女學生疑於校內服藥自殺。校方報警後，自行將女學生送到威爾斯親王醫院治理。

## 校舍
此校為一座全連環型校舍，佔地約5,000平方米，樓高6層，加建後設27間標準課室及其他特別室，而其禮堂部分與禾輋信義學校擬定新校舍相連。校舍由宏勝建築有限公司承建，1990年竣工遷入，並曾於1997年加建5樓。
值得一提的是，兩校為最後一組由建築署直接興建，及全港倒數第二組同款校舍，於1989年招標及動工。

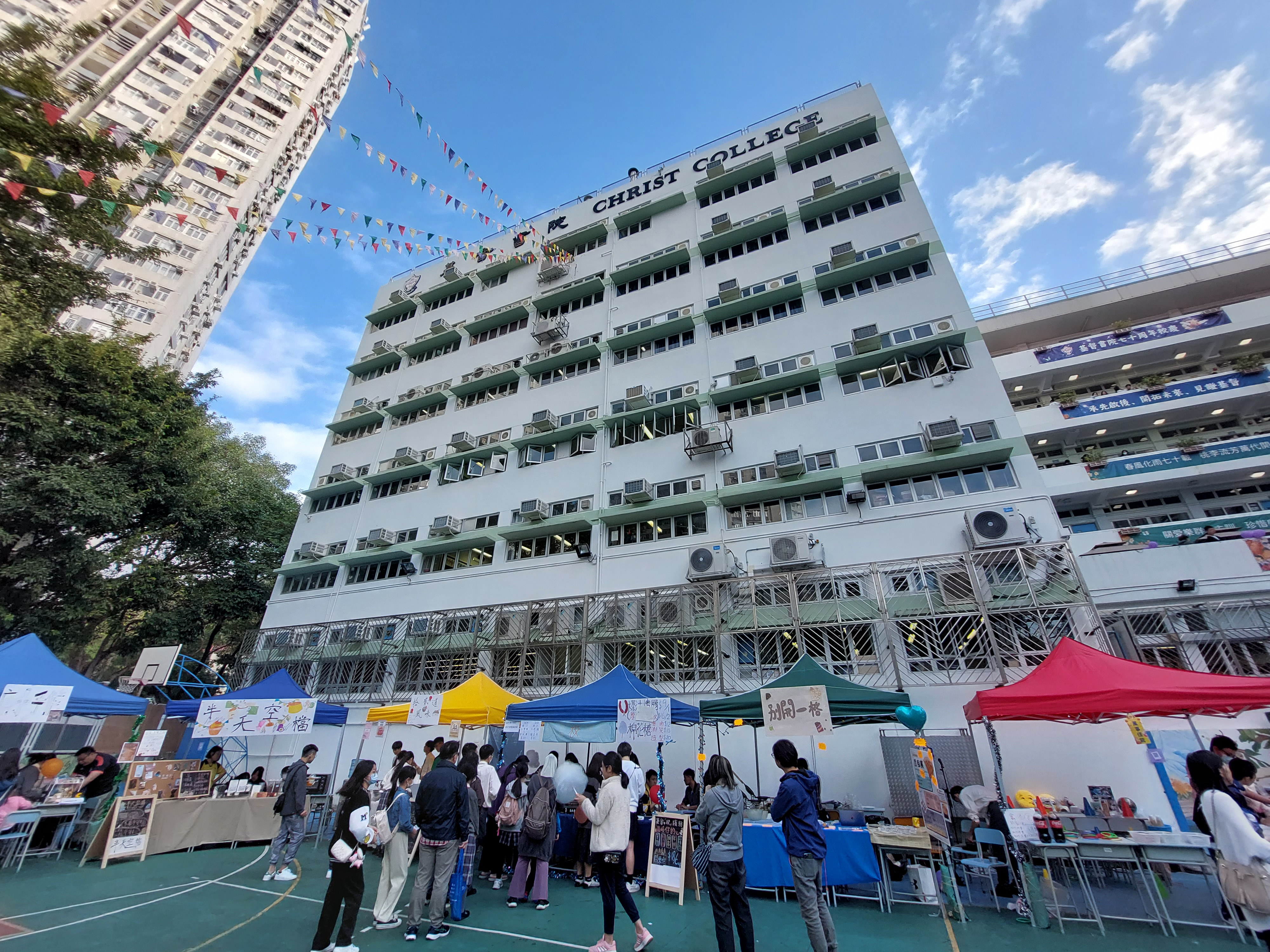
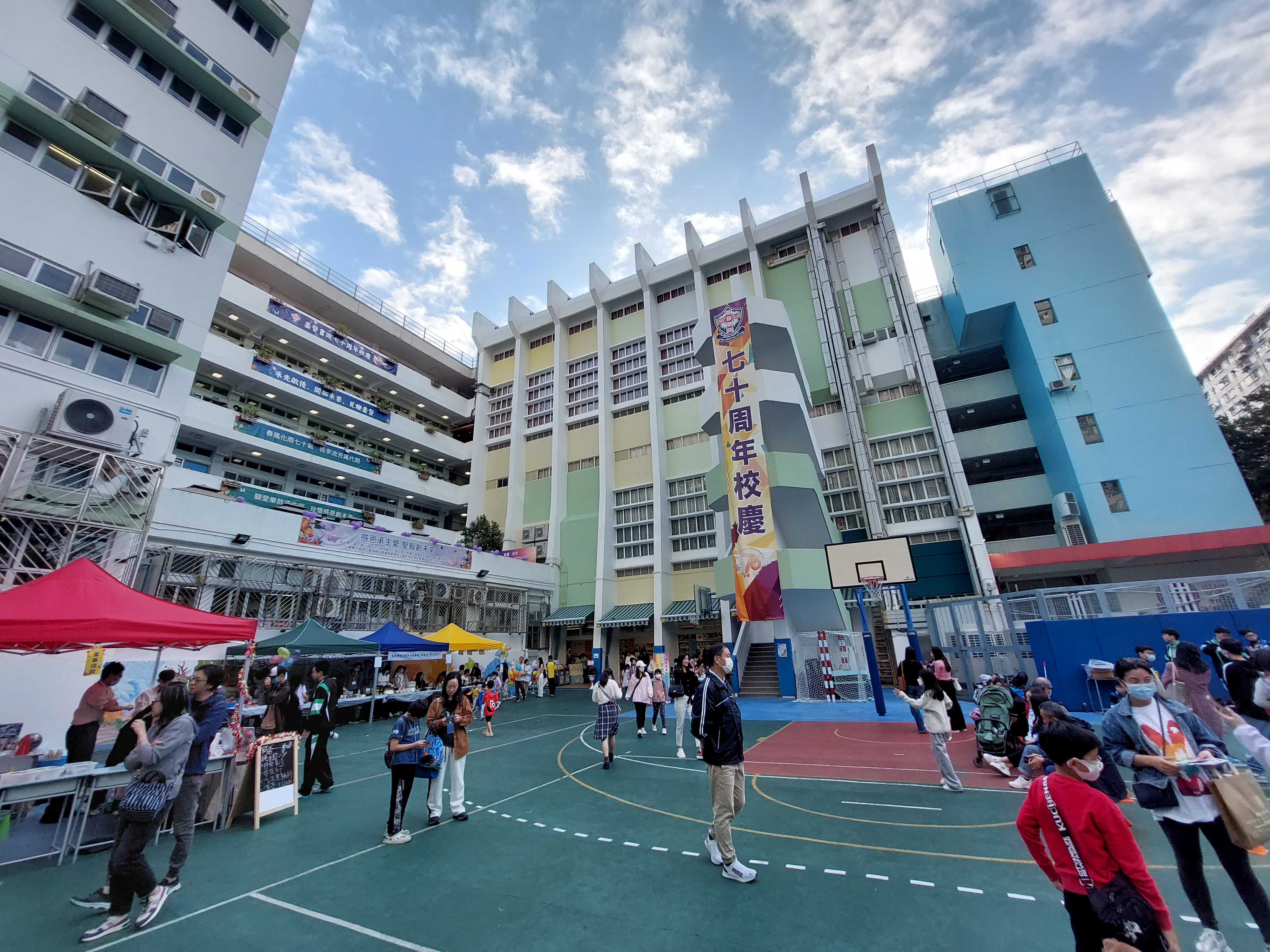
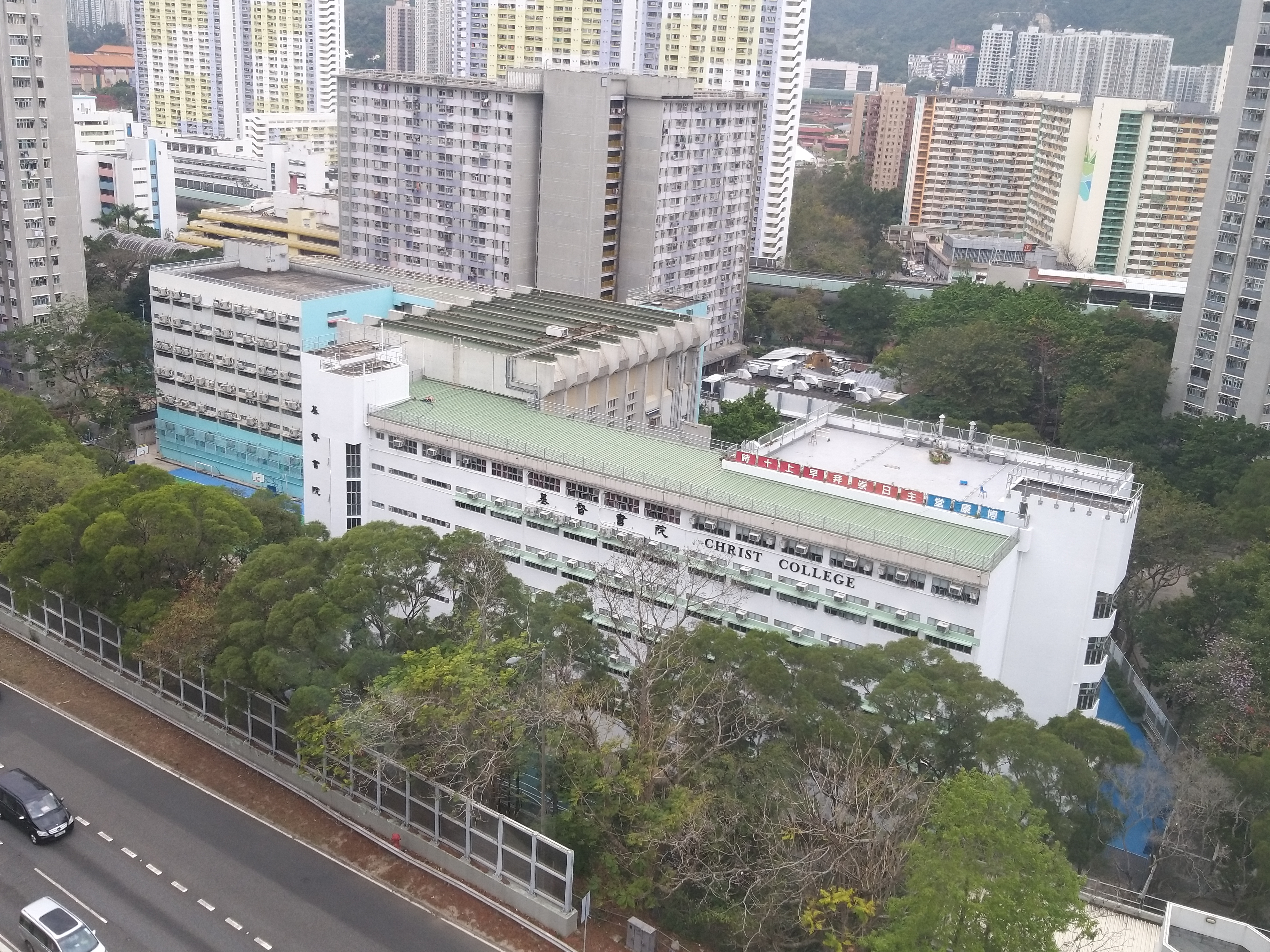
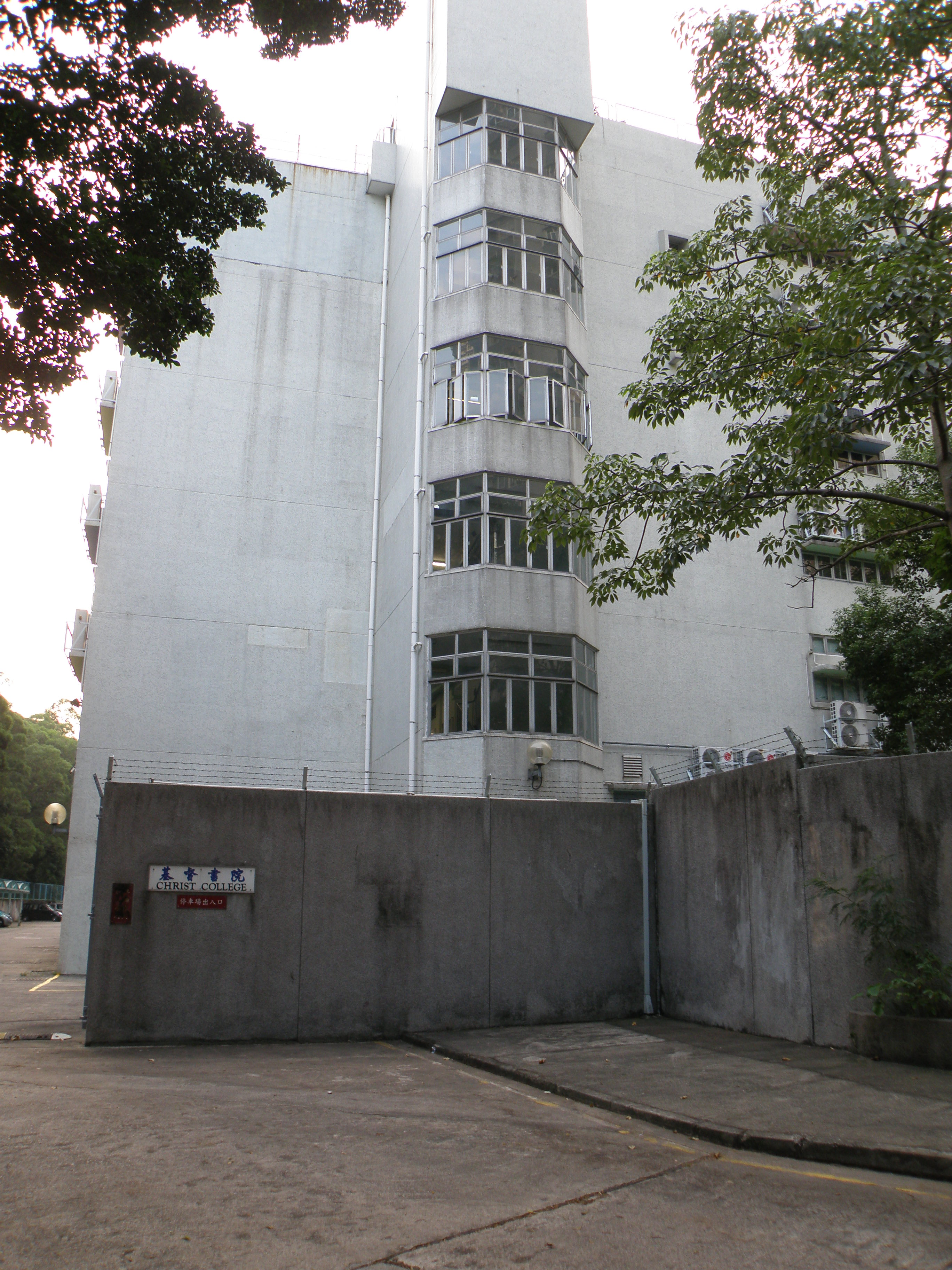
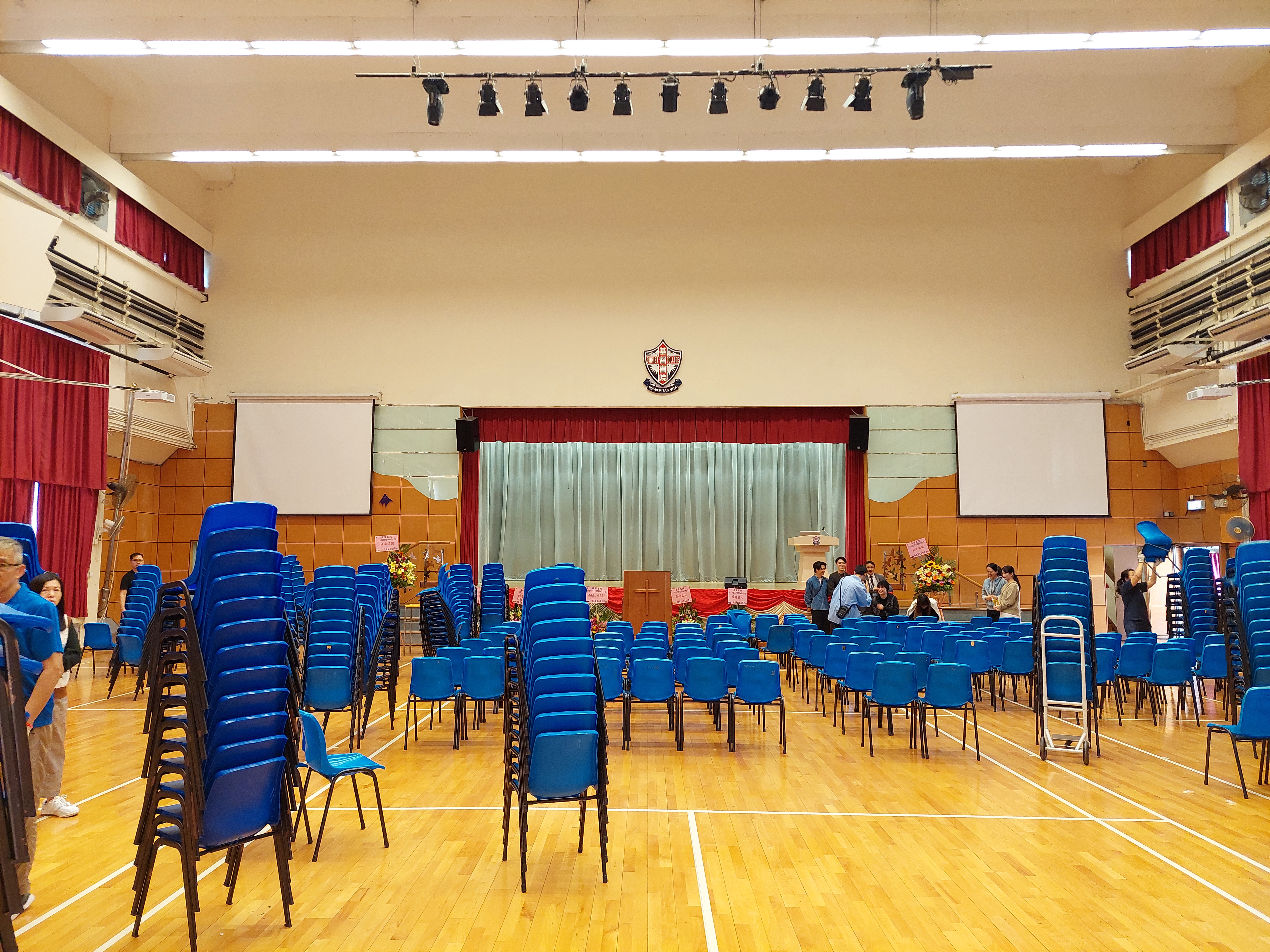
禮堂
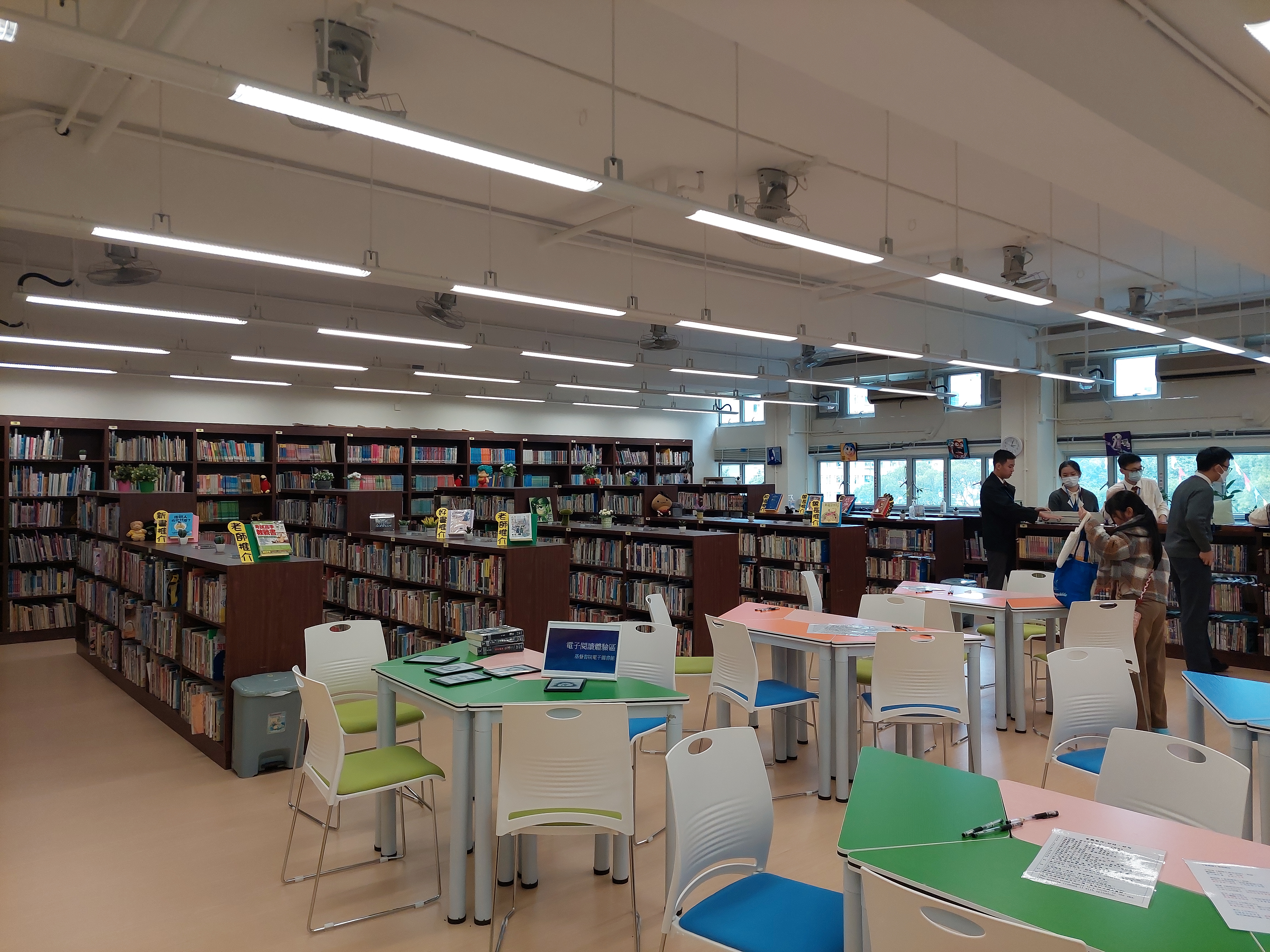
圖書館

## 知名/傑出校友
- 陳一華牧師（1973年中五）：宣道會錦繡堂顧問牧師
- 許志安（1984年中五）：香港歌手[註 2]
- 崔嘉寶（1984年中五）：前香港電視藝員
- 陳智衡（1992年中五）：建道神學院基督教與中國文化研究中心主任及兼任助理教授[25]
- 梁慧敏（1995年畢業）：香港理工大學中文及雙語學系助理教授及中國語文教學中心總監[21]
- 林曉鋒（1996年中七）：2015年香港十大傑出青年、港科研集團主席、香港城市大學電子工程學系客席教授及諮詢委員會委員[21]
- 羅曉鋒（2001年中五）：前香港賽艇隊代表[26]
- 鄭家維（2003年中五）：香港歌手
- 陳嘉偉（Gary Chan）（2004年中二畢業後赴英國升學）：香港特技化妝師[21]
- 馬倩宜（2005年中五）：香港女藝人
- 周倚天（2008年中五）：香港配音員
- 彭卓棋（2012年中六）：前南區區議會赤柱及石澳區議員[27]
- 黃煦蔚（2013年中六）：香港三項鐵人運動員[21]
- 余榮輝：前九龍城基督徒會執事暨基督書院校監、香港家庭教育學院董事、前家庭與學校合作事宜委員會榮譽顧問兼副主席[5]
- 羅琛賢：前香港武術代表隊成員[27]
- 艾迪：香港男演員、1982年第19屆金馬獎最佳男主角得主[28]

## 交通
港鐵
 █  屯馬綫：沙田圍站

## 外部連結
- 基督書院網頁 （页面存档备份，存于）
- 基督書院校友會 （页面存档备份，存于）
- 主辦團體：九龍城基督徒會網頁 （页面存档备份，存于）